# Blood and Honour
Blood & Honour (« sang et honneur ») est un réseau de promotion de musique néo-nazi fondé en 1987 composé de skinheads et d'autres nationalistes. Ce groupe organise des concerts White Power de groupes de rock anticommuniste (RAC) et distribue un magazine éponyme. Il existe plusieurs divisions officielles de ce réseau dans divers pays.
La Southern Poverty Law Center (association américaine reconnue pour ses travaux de surveillance sur l'extrême droite) a considéré Blood & Honour comme un « groupe de haine ». Ian Stuart, chanteur du groupe de rock anticommuniste Skrewdriver en a été le fondateur et l'un des dirigeants les plus éminents avec l'activiste Nicky Crane jusqu'à leurs morts en 1993. Blood & Honour a tiré son nom de la devise des Jeunesses hitlériennes, Blut und Ehre. Blood & Honour est parfois symbolisé par le code 28, tiré de la deuxième et de la huitième lettres de l'alphabet latin, « B » et « H ».

## Historique
Les racines de Blood & Honour remontent pour certains aux origines du mouvement skinhead avec le paki-bashing à la fin des années 1960 ; nombre de skinheads appréciaient les musiques de la Jamaïque mais n'étaient pas insensibles aux discours d'Enoch Powell. Vers la fin des années 1970 au Royaume-Uni, quand les nationalistes du Front national britannique (NF) fondent une musique basée sur leur mouvement, le rock anticommuniste (RAC), en réponse à la campagne de la ligue anti-nazi Rock Against Racism.
Avec l'aide du NF, le White Noise Club (WNC) organise des concerts sous le nom de RAC. Le RAC et le mouvement grandissent tout au long des années 1983 et 1984. Malgré l'absence de publicité, la fréquentation des concerts était d'environ 600 personnes en moyenne. Parmi les groupes ayant participé à ces concerts, on peut citer Skrewdriver, Brutal Attack, No Remorse, The Ovaltinees, Peter & The Wolves et Skullhead. En 1984, les skinheads nazis White Power de Grande-Bretagne et d'Europe ont participé à plusieurs festivals RAC en plein air organisés par le White Noise Club et le NF. Le White Noise Club acquis un public encore plus large avec la sortie de l'album de Skrewdriver Hail The New Dawn par le label allemand Rock-O-Rama Records.
En 1986, le NF se scinde en deux factions, ce qui rompt de fait le lien entre le WNC et Rock-O-Rama. Vers la même époque, on a découvert que le White Noise Club fraudait les groupes et les spectateurs des concerts. Plusieurs groupes quittèrent WNC, y compris Skrewdriver, No Remorse, Sudden Impact et Brutal Attack. Cette situation a convaincu Ian Stuart Donaldson de Skrewdriver de créer une nouvelle organisation indépendante, Blood & Honour, et en juin 1987, avec l'aide de l'activiste Nicky Crane, et d'autres groupes White Power, Blood & Honour a été officiellement lancé, avec un magazine du même nom. Le 5 septembre, un concert a eu lieu à Morden[Lequel ?] pour célébrer ce lancement avec Skrewdriver, Brutal Attack, Sudden Impact et No Remorse qui jouèrent devant une foule de 500 personnes, dont des participants français, italiens et allemands.
Fin 1988, le magazine Blood & Honour est devenu trimestriel et passe de 8 à 16 pages en l'espace de seulement quelques numéros. Le magazine compte des rubriques telles que des informations sur les concerts, d'interviews de groupes, de courriers des lecteurs, de rapports de ventes de disques RAC et d'une colonne appelée White Whispers. Un service de vente par correspondance appelé Skrewdriver Services est bientôt formé à l'intérieur de ses pages. On y trouve des articles tels que: des albums de RAC, des drapeaux, des cassettes, des T-shirts et des Swastika en pendentifs. La dernière page de Blood & Honour numéro 13 annonce un concert de Skrewdriver à Londres le 12 septembre 1992. Affiches et dépliants ont été postés à travers le pays, annonçant le concert et un point de concentration à la gare de Waterloo. Cela a conduit la presse à publier des articles sur Blood & Honour, et une station de radio a diffusé un entretien avec Ian Stuart. Plus de 2 000 personnes dans toute l'Europe étaient attendus pour assister au concert.
La nuit précédant le concert, Stuart a été agressé dans un pub de Burton. Le jour suivant, la police a fermé la station de Waterloo et la station de métro, ce qui empêcha de nombreuses personnes d'atteindre le point de redirection. Des centaines d'autres supporters de Blood & Honour qui venaient de l'étranger ont été refoulés aux ports de Douvres et Folkestone. Ceux-ci se sont heurtés aux manifestants anti-nazi plus nombreux. Des briques et des bouteilles de champagne ont été utilisés pour attaquer les supporters de Blood & Honour à partir des restaurants de South Bank. La bataille dura pendant environ deux heures, et le concert eu lieu dans le hall de fonction du Yorkshire Grey, pub de Eltham. Les médias ont qualifié la manifestation de « bataille de Waterloo », et fit l'actualité dans les journaux et la télévision internationale.[réf. souhaitée]
En 1992, la nouvelle division de Blood & Honour à Midlands, fut chargée d'organiser le concert annuel Noël blanc. Le 19 décembre, plus de 400 partisans se sont rassemblés dans un club de travail pour hommes à Mansfield pour regarder jouer No Remorse, Razors Edge et Skrewdriver. En 1993, la division est de Blood & Honour Midlands prévoyait de mettre en scène un festival en plein air le 31 juillet. Donaldson fut arrêté et reçut une injonction de ne pas effectuer ce concert. Le site fut bloqué par la police, qui saisi les amplificateurs et confisqua le matériel sonore.
Plus tard cette même année, la division est de Blood & Honour Midlands organisa un concert pour le 25 septembre, et il fut planifié que Skrewdriver jouerait dans le plus grand festival de musique nationaliste jamais organisé en Europe. Trois nuits avant le concert, Donaldson et quelques amis qui circulaient en voiture eurent un accident et finirent dans un fossé. Certains des passagers ne subirent que des blessures mineures, un autre fut tué sur le coup, et Donaldson fut déclaré mort le 24 septembre 1993. Le jour suivant, 100 fans de Skrewdriver se rendirent dans les Midlands, ignorant la mort de Ian Stuart. Chaque année, à l'anniversaire de la mort de Ian Stuart, un grand concert est organisé en hommage. En 2008, un concert à Redhill dans le Somerset a attiré la BBC, la radio et les journaux.

## Implantations à l'étranger, conflits internes et condamnations
Forte de plusieurs « divisions » à l’étranger (en Allemagne, en Italie, en Belgique, en France, aux États-Unis, au Canada, en Espagne et désormais en grande partie dans la plupart des pays de l’ex-bloc de l'Est), Blood & Honour a néanmoins connu des conflits internes qui donneront lieux à des dissidences, comme celle de Blood & Honour/Combat 18.
En Hongrie, le Jour de l'honneur est organisé par Blood and Honour à partir de 2003, jusqu'à l'interdiction de Blood and Honour en 2004. Malgré son interdiction, ses symboles et son idéologie restent très présents lors des cérémonies du Jour de l'honneur.
En Belgique, le 9 mars 2011, trois membres de Blood & Honour ont été condamnés par le tribunal correctionnel de Furnes pour des faits de racisme, xénophobie et incitation à la discrimination.
En octobre 2011, toujours en Belgique, le projet du lancement d'une « division Wallonie » de Blood and Honour est empêché à la suite des révélations faites par le web-journal RésistanceS.be.
En France, le chapitre français de Blood and Honour est nommé « Blood and Honour Hexagone » et se présente sous la forme d'un groupement de fait, fondé et mené par Loïc Delboy en mai 2011. En plus d'autres chapitres de Blood and Honour, ce chapitre est en lien avec le Groupe union défense. Delboy revendique une vingtaine de membres. Il est dissous le 24 juillet 2019,,. Il demeure actif malgré sa dissolution. Il organise de 2017 à 2020 le festival Call of Terror,.
Le 8 janvier 2025, Le gouvernement britannique gèle les actifs du réseau musical néonazi Blood & Honour, devenant ainsi le premier groupe d'extrême droite au Royaume-Uni à être sanctionné par le gouvernement britannique.

## Annexe